# Kristina Orth-Gomér
Kristina Dagmar Orth-Gomér, född 25 januari 1945 i Stockholm, död 14 maj 2020 i Berlin, var en svensk läkare.
Orth-Gomér, som var dotter till kriminalinspektör Rune Gomér och Dagmar Andersson, blev medicine licentiat vid Karolinska Institutet 1972, medicine doktor där 1979 och docent i psykosomatisk medicin där 1981. Hon genomgick specialistutbildning i invärtes medicin på Serafimerlasarettet 1975–1980, var research associate vid Cornell Medical School New York Hospital 1974–1975, blev laborator/chef för enheten för allmän social miljö och hälsa vid Statens institut för psykosocial miljömedicin 1981 och professor där 1988. Hon bedrev forskning och undervisning om psykologiska och sociala faktorers betydelse för hälsa och sjukdomar. Hon skrev artiklar i tidningar och tidskrifter inom området psykosociala faktorers betydelse för hjärt- och kärlsjukdomar.